# Paradrina nigrofasciata
Paradrina nigrofasciata là một loài bướm đêm trong họ Noctuidae.